# Горбунова, Ирина Борисовна
Ири́на Бори́совна Горбуно́ва (род. 19 февраля 1962, Ленинград) — российский учёный, главный научный сотрудник и специалист по образовательному направлению «Музыкально-компьютерные технологии», организатор и руководитель Учебно-методической Лаборатории музыкально-компьютерных технологий Российского государственного педагогического университета им. А. И. Герцена, ведущий российский эксперт в области применения музыкально-компьютерных технологий в системе начального, среднего и высшего образования, председатель и член жюри нескольких Международных, Всероссийских и региональных конкурсов в области электронной музыки, а также создания и практического использования в образовательном процессе различных обучающих программ и музыкально-компьютерных технологий, доктор педагогических наук, профессор, почётный работник высшего профессионального образования РФ.

## Научная деятельность
Основным направлением научной деятельности Ирины Борисовны Горбуновой является разработка нового образовательного направления — «Музыкально-компьютерные технологии (МКТ) как обучающая и творческая среда в общем и специальном музыкальном образовании».
Специфика научных исследований в русле этого направления обусловлена важнейшими сферами использования музыкально-компьютерных технологий:
- МКТ в профессиональном музыкальном образовании (как средство для расширения творческих возможностей);
- МКТ в общем образовании (как одно из средств обучения);
- МКТ как средство реабилитации людей с ограниченными возможностями.

Научно-исследовательская деятельность Ирины Борисовны Горбуновой непосредственным образом связана со следующей тематикой:
— «Новые информационные технологии в современном образовании и творчестве»
— «Математика и информатика», в рамках которой разработана программа «Стандартное программное обеспечение профессиональной деятельности музыканта»
— «Современные информационные технологии в искусстве»
— «Информационные технологии в науке и образовании»
— «Компьютерные технологии в науке и образовании»
— «Аудиовизуальные и технические средства обучения для музыкантов»
— «Организация музыкального воспитания во внеклассной работе»
— «Музыкальный компьютер — новый инструмент музыканта»
— «Преподавание музыкальных дисциплин с использованием синтезатора и компьютера в ДМШ, ДШИ»
— «Методика обучения музыке людей с ограниченными возможностями (зрения, слуха) с использованием музыкально-ориентированных компьютеров»
— «Инновационные методы и технологии музыкального развития детей дошкольного возраста на основе музыкально-компьютерных технологий»
— «Интенсивный курс игры на клавишных инструментах (музыкальный компьютер и синтезатор)»
— «Компьютерная аранжировка и композиция»
— «Современная студия звукозаписи и работа в ней»
— «Оформление нотных изданий на компьютере»

### Основные публикации[1]
- Горбунова, И. Б. Информационные технологии в музыке. Монография СПб.: РГПУ им. А. И. Герцена, 2009. 22,5 п.л.
- Горбунова, И. Б. Музыкальный компьютер. Монография СПб., СМИО — Пресс, 2007 16,5 п.л.
- Горбунова, И. Б. Музыкальный компьютер и синтезатор в педагогическом процессе. Моногрфия СПб.: РГПУ им. А. И. Герцена, 2009. 8,5 п.л.
- Горбунова, И. Б. Музыкально-компьютерные технологии: к проблеме моделирования процесса музыкального творчества / И. Б. Горбунова, С. В. Чибирев. — СПб.: РГПУ им. А. И. Герцена, 2012. — ISBN 978-5-8064-1790-0
- Горбунова И. Б. Музыкально-компьютерные технологии: лаборатория // ЭНЖ «Медиамузыка». № 1 (2012). URL: http://mediamusic-journal.com/Issues/1_5.html
- Горбунова, И. Б. Музыкальное программирование: Учебное пособие / И. Б. Горбунова, Заливадный М. С., Кибиткина Э. В. — СПб : РГПУ им. А. И. Герцена, 2012. — ISBN 978-5-8064-1758-0